# Taisto Kangasniemi
Taisto Kangasniemi (Kankaanpää, Finlandia, 2 de abril de 1924-Kangasala, 31 de octubre de 1997) fue un deportista finlandés especialista en lucha libre olímpica donde llegó a ser medallista de bronce olímpico en Melbourne 1956.

## Carrera deportiva
En los Juegos Olímpicos de 1956 celebrados en Melbourne ganó la medalla de bronce en lucha libre olímpica estilo peso pesado, tras el luchador turco Hamit Kaplan (oro) y el búlgaro Hussein Mehmedov (plata).